# La botella
«La botella» es una canción y el sencillo debut del dúo panameño de reguetón y música socca Mach & Daddy y lanzado en su primer álbum de estudio Desde abajo. Salió a mediados del 2006 con un gran éxito tanto en el país como en otros lados de Latinoamérica, la canción ocupó varias listas musicales y se posicionó por más de tres semanas consecutivas en radios de varios países latinos. Hasta el día de hoy es la canción más famosa y recodarda de este duo musical.

## Videoclip
Se grabó en Miami, Estados Unidos y nos muestra al dúo estando dentro de una fiesta en un bar y toman botellas y botellas de varios licores mientras cantan las canciones junto con otras personas.

## Lista de canciones

### Sencillo - CD[5]
| La botella — Single |              |          |  |
| N.º                 | Título       | Duración |  |
| 1.                  | «La botella» | 2:57     |  |

## Listas musicales
| Lista (2006)            | Puesto |
| ----------------------- | ------ |
| Colombia (Mix FM)       | 1      |
| Chile (Radio Modulada)  | 2      |
| España (Puro Sabor FM)  | 1      |
| México (Los 40)         | 22     |
| Paraguay (Radio Latina) | 31     |
| Perú (Sintonía Latina)  | 4      |